# Бариленко, Владимир Иванович
Владимир Иванович Бариленко (род 9.сентября 1951, Владивосток) — советский и российский учёный, доктор экономических наук, профессор.

## Биография
Окончил в 1972 году Саратовский экономический институт (ныне Саратовский социально-экономический институт РЭУ имени Г. В. Плеханова) по специальности «Бухгалтерский учёт». В 1979 году окончил аспирантуру Московского финансового института (ныне Финансовый университет при Правительстве Российской Федерации).
С 1972 по 1976 год — ассистент кафедры бухгалтерского учёта Саратовского экономического института; с 1976 по 1979 год — аспирант Московского финансового института.
С 1979 по 1988 год — старший преподаватель, доцент, старший научный сотрудник кафедры экономического анализа Саратовского экономического института; с 1988 по 2008 год — заведующий кафедрой анализа хозяйственной деятельности и аудита Саратовского государственного социально-экономического университета. На кафедре бухгалтерского учёта, анализа хозяйственной деятельности и аудита, которой руководил двадцать лет, Бариленко подготовил 5 докторов и около 30 кандидатов наук. Одновременно входил в Состав Высшего экономического совета при Губернаторе Саратовской области.
С 2008 года работает в Финансовом университете при Правительстве Российской Федерации в Департаменте учёта, анализа и аудита: в 2008—2009 годах — профессор кафедры экономического анализа и аудита; в 2009—2016 годах — заведующий кафедрой экономического анализа; с 2016 года по настоящее время — заместитель руководителя департамента по научной работе Финансового университета. Одновременно преподает в Институте повышения квалификации и профессиональной переподготовки работников.
Автор 178 научных работ, в том числе 15 монографий, около 30 учебников и учебных пособий. Главный редактор журнала «РИСК: Ресурсы. Информация. Снабжение. Конкуренция», член редколлегий журналов «Вестник Финансового университета» и «Учёт. Анализ. Аудит». Член-корреспондент Академии экономических наук и предпринимательской деятельности, член Международного института бизнес-анализа (IIBA) и Европейской научно промышленной палаты.

## Заслуги
- Имеет звания «Почетный работник высшего профессионального образования Российской Федерации» и «Заслуженный работник высшей школы Российской Федерации».
- Удостоен Благодарности Правительства Российской Федерации (Распоряжение Правительства РФ от 27 ноября 2013 года № 2211-р), Благодарности губернатора Саратовской области и нескольких благодарностей Финансового университета.
- Награждён Почетными грамотами губернатора Саратовской области и Министерства финансов Саратовской области.